# Barbacs
Barbacs – wieś i gmina w północno-zachodniej części Węgier, w pobliżu miasta Csorna.
Miejscowość leży na obszarze Małej Niziny Węgierskiej, kilkanaście kilometrów od granic słowackiej i austriackiej. Administracyjnie należy do powiatu Csorna, wchodzącego w skład komitatu Győr-Moson-Sopron.
Gmina Barbacs liczy 738 mieszkańców (2009) i zajmuje obszar 13,65 km².